# Marc Antoni (mestre de la cavalleria)
Marc Antoni (en llatí: Marcus Antonius) va ser un militar romà del segle iv aC. Formava part de la gens Antònia.
Va ser nomenat magister equitum del dictador Publi Corneli Rufí l'any 334 aC, durant les guerres samnites. Però tant ell com el dictador van ser obligats a deixar el seu càrrec a causa d'una falta en els auspicis quan van ser elegits. L'any següent van tornar a ser elegits i van exercir el seu càrrec. Els menciona Titus Livi.